# Gasteria glomerata

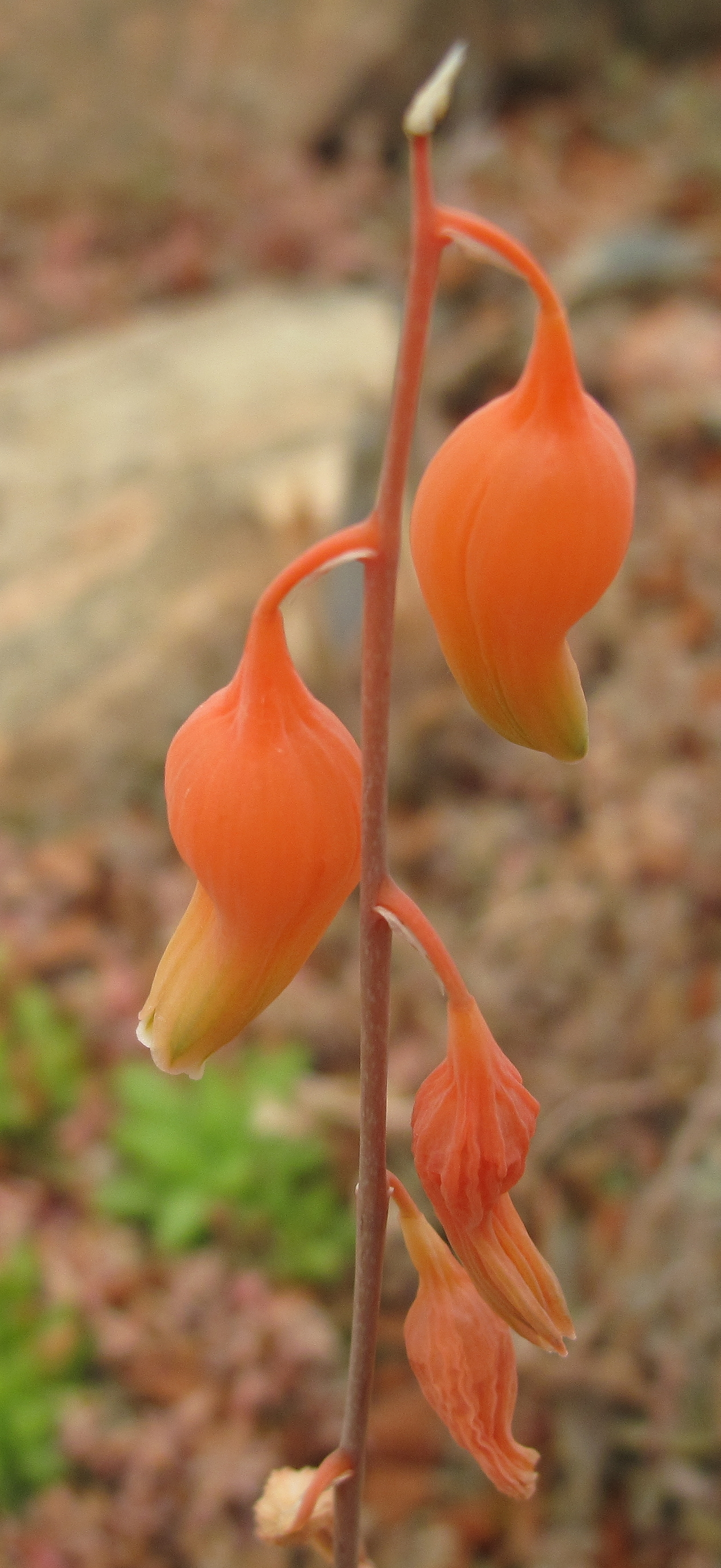
Blüten

Gasteria glomerata ist eine Pflanzenart der Gattung Gasteria in der Unterfamilie der Affodillgewächse (Asphodeloideae).

## Beschreibung

### Vegetative Merkmale
Gasteria glomerata wächst stammlos, ist niederliegend bis aufrecht und erreicht eine Wuchshöhe von 1,5 bis 4 Zentimeter und ist 2 bis 8 Zentimeter breit. Sie sprosst von der Basis aus und bildet dichte, kugelförmige Gruppen mit einem Durchmesser von bis zu 20 Zentimetern. Die bandförmigen bis breit eiförmigen Laubblätter sind zweizeilig am Trieb angeordnet. Die inneren sind aufrecht ausgebreitet, die äußeren spreizend oder zurückgebogen. Die glauke, nicht gefleckte Blattspreite ist 1,5 bis 5 Zentimeter lang und 1,5 bis 2,5 Zentimeter breit. Die raue Epidermis ist winzig warzig. Der ganzrandige Blattrand ist im oberen Viertel winzig gekerbt-warzig. Die Blattspitze ist gestutzt oder stumpf gerundet und trägt ein aufgesetztes Spitzchen. Junge Blätter sind zweizeilig, bandförmig, anfangs aufsteigend, später spreizend oder zurückgebogen, rau und nur leicht oder undeutlich warzig.

### Blütenstände und Blüten
Der aufrecht ausgebreitete Blütenstand ist eine Rispe. Er erreicht eine Länge von 12 bis 20 Zentimeter. Die rötlich rosafarbene Blütenhülle ist 20 bis 27 Millimeter lang. Ihr bauchiger Teil ist kugelförmig bis kugelförmig-ellipsoid. Er erstreckt sich über etwas mehr als die Hälfte der Länge der Blütenhülle und weist einen Durchmesser von 6 bis 9 Millimeter (selten bis 10 Millimeter) auf. Oben ist sie zu einer Röhre mit einem Durchmesser von 4 Millimeter eingeschnürt.
Blütezeit ist das Frühjahr.

### Früchte und Samen
Die Früchte sind 16 Millimeter lang und 8 Millimeter breit. Sie enthalten 3 Millimeter lange und 2 Millimeter breite Samen.

## Systematik und Verbreitung
Gasteria glomerata ist in der südafrikanischen Provinz Ostkap in Dickichten an fast senkrechten, südwärts gerichteten Felswänden verbreitet.
Die Erstbeschreibung durch Ernst Jacobus van Jaarsveld wurde 1991 veröffentlicht.

## Nachweise